# Campionat del món de ciclisme en pista de 1923
El Campionat Mundial de Ciclisme en Pista de 1923 es va celebrar a Zúric (Suïssa) del 18 al 26 d'agost de 1923.
Les competicions es van celebrar al Oerlikon Velodrome de Zúric. En total es va competir en 3 disciplines: 2 de professionals i 1 d'amateurs.

## Resultats

### Professional
| Prova                | Or                            | Argent                   | Bronze                    |
| Velocitat individual | Piet Moeskops · Països Baixos | Gabriel Poulain · França | Ernest Kauffmann · Suïssa |
| Darrere moto         | Paul Suter · Suïssa           | Léon Parisot · França    | Karl Wittig · Alemanya    |

#### Amateur
| Prova                | Or                      | Argent                           | Bronze                                      |
| Velocitat individual | Lucien Michard · França | Antoine Mazairac · Països Baixos | Gerard Bosch van Drakestein · Països Baixos |

## Medaller
| Pos. | País          | Or | Plata | Bronze | Total |
| 1    | França        | 1  | 2     | 0      | 3     |
| 2    | Països Baixos | 1  | 1     | 1      | 3     |
| 3    | Suïssa        | 1  | 0     | 1      | 2     |
| 4    | Alemanya      | 0  | 0     | 1      | 1     |